# Lupinus disjunctus
Lupinus disjunctus är en ärtväxtart som beskrevs av Charles Piper Smith. Lupinus disjunctus ingår i släktet lupiner, och familjen ärtväxter. Inga underarter finns listade i Catalogue of Life.